# Гурам Гіорбелідзе
Гурам Гіорбелідзе (груз. გურამ გიორბელიძე, нар. 25 лютого 1996) — грузинський футболіст, захисник турецького клубу «Ерзурумспор». Виступав також за низку грузинських та закордонних клубів, а також національну збірну Грузії.

## Клубна кар'єра
У професійному футболі Гурам Гіорбелідзе дебютував 2014 року виступами за команду «Сіоні», в якій грав до кінця 2018 року, взявши участь у 80 матчах чемпіонату. У 2019 році Гіорбелідзе став гравцем клубу «Діла», в якому грав до 2020 року.
У 2020 році грузинський захисник перейшов до складу австрійського клубу «Вольфсбергер», а в 2021 році австрійський клуб віддав футболіста в річну оренду до німецького клубу «Динамо» (Дрезден). У 2022 році на умовах постійного контракту Гіорбелідзе став гравцем польського клубу «Заглемб'є» (Любін), з якого на початку 2023 року грузина віддали в оренду на батьківщину до клубу «Динамо» (Батумі). З 2023 до 2024 року футболіст грав у складі сербського клубу «Воєводина». З 2024 року Гурам Гіорбелідзе грає у складі турецького клубу «Ерзурумспор».

## Виступи за збірні
У 2018 році Гурам Гіорбелідзе зіграв 2 матчі у складі молодіжної збірної Грузії.
У 2021 році Гіорбелідзе дебютував у складі національної збірної Грузії. У складі національної збірної футболіст грав до 2022 року, загалом зіграв у її складі 11 матчів, у яких забитими голами не відзначився.